# Fredrik Jönzén
Jan Fredrik Jönzén (* 13. Juni 1978 in Uppsala) ist ein ehemaliger schwedischer Basketballspieler.

## Leben
Jönzén spielte bis 1998 für Sallén Basket in seinem Heimatland und ging dann in die Vereinigten Staaten. Dort gehörte der 2,08 Meter große Innenspieler von 1998 bis 2002 zur Mannschaft der Oklahoma State University in der ersten NCAA-Division. Er bestritt in vier Jahren 130 Spiele für die Hochschulmannschaft, Jönzéns beste Punktwerte erreichte er in der Saison 2000/01 mit 15 je Begegnung. 2002 sicherte sich die Mannschaft Oklahoma Storm beim Draftverfahren der United States Basketball League (USBL) die Rechte am Schweden, allerdings wechselte er dann zum italienischen Erstligisten Oregon Scientific Cantù. In der Saison 2003/04 spielte Jönzén beim spanischen Zweitligisten Cantabria Baloncesto S.A.D.
Zu Beginn der Saison 2004/05 spielte er bei Cantùs Ligakonkurrent Air Avellino, wechselte er dann noch im Herbst 2004 zu Olimpia Larisa nach Griechenland. Dort spielte er bis 2006 und ging dann nach Spanien zurück und verstärkte den Zweitligisten C.B. Huelva. 2007 ging Jönzén in sein Heimatland zurück und spielte für Uppsala Basket. Er erzielte 15,3 Punkte pro Begegnung für Uppsala im Laufe der Saison 2007/08. Nach einem weiteren Abstecher nach Spanien (Union Baloncesto La Palma) kehrte er im Laufe des Spieljahres 2008/09 zu Uppsala Basket zurück und spielte bis 2011 für den Erstligisten.
Jönzén bestritt 109 Länderspiele für die schwedische Nationalmannschaft, nach dem Ende seiner Basketballkarriere zog er mit seiner Familie in den US-Bundesstaat Kalifornien, die Heimat seiner Ehefrau.